# Sankt Josef (Weststeiermark)
Sankt Josef (Weststeiermark), St. Josef (Weststeiermark) – gmina targowa w Austrii, w kraju związkowym Styria, w powiecie Deutschlandsberg. Liczy 2880 mieszkańców (1 stycznia 2015).